# Sakura Quest
Sakura Quest (サクラクエスト, Sakura Kuesuto) est une série télévisée d'animation japonaise de 25 épisodes produite par P.A. Works et réalisée par Soichi Masui. Diffusé entre le 5 avril 2017 et le 20 septembre 2017, l'anime est décrit comme faisant partie des « séries sur le travail » de P.A. Works, qui raconte les histoires sur les personnes et leurs emplois, après Hanasaku Iroha et Shirobako.

## Synopsis
Yoshino Koharu est une jeune fille qui essaie de chercher un emploi à Tokyo, mais elle ne rencontre qu'une série de refus. Cependant, elle a une chance de la briser quand elle reçoit une offre d'emploi pour travailler avec le comité de tourisme du village de Manoyama, qui lutte contre les difficultés économiques, en tant que leur « Reine ». Sans autre choix, Yoshino accepte l'offre et se rend à Manoyama pour apprendre seulement qu'elle a été embauchée à cause d'une erreur d'identité et que son contrat est d'une année au lieu d'un jour, comme elle le pensait au départ. N'ayant nulle part où aller, Yoshino devient à contrecœur la reine de Manoyama.

## Personnages
- Yoshino Koharu (木春 由乃, Koharu Yoshino?)

Voix japonaise : Ayaka Nanase,,
L'héroïne principale. Elle a grandi dans une région rurale au Japon et est allée suivre des études supérieures à Tokyo dans l'espoir de trouver un emploi dans la ville, mais après qu'elle n'en a trouvé aucun, elle obtient une offre de travail pour le département de tourisme du village de Manoyama.
- Shiori Shinomiya (四ノ宮 しおり, Shinomiya Shiori?)

Voix japonaise : Reina Ueda,,
Originaire de Manoyama et membre du comité de tourisme, Shiori est une fille sympathique et gentille qui veut voir la ville s'améliorer et agit comme étant la guide de Yoshino.
- Maki Midorikawa (緑川 真希, Midorikawa Maki?)

Voix japonaise : Chika Anzai,,
Une actrice amateure et célébrité locale à Manoyama, Maki est célèbre pour un petit rôle dans une série de télévision appelée Oden Detective.
- Ririko Oribe (織部 凛々子, Oribe Ririko?)

Voix japonaise : Chiemi Tanaka,,
Ririko est la petite-fille du propriétaire de la boutique des bonbons locaux et est passionnée d'occultisme.
- Sanae Kōzuki (香月 早苗, Kōzuki Sanae?)

Voix japonaise : Mikako Komatsu,,
Une entrepreneuse web, Sanae est originaire de Tokyo qui a déménagé à Manoyama pour échapper à la vie citadine.
- Ushimatsu Kadota (門田 丑松, Kadota Ushimatsu?)

Voix japonaise : Atsushi Ono,
Le directeur grincheux du comité de tourisme de Manoyama et le roi de la ville. Il agit comme le supérieur direct de Yoshino.
- Chitose Oribe (織部 千登勢, Oribe Chitose?)

Voix japonaise : Maki Izawa,
La présidente du quartier marchand de Manoyama et la grand-mère de Rinrinko.
- Takamizawa (高見沢?)

Voix japonaise : Katsuyuki Konishi,
Le seul conducteur de bus de Manoyama.
- Takashi Yamada (山田 孝, Yamada Takashi?)

Voix japonaise : Hiro Shimono,
Un employé du comité de tourisme, c'est un homme aux cheveux bruns.
- Mino (美濃?)

Voix japonaise : Daiki Hamano,
Un employé du comité de tourisme, il porte des lunettes et est marié.
- Mr. Sandal (サンダルさん, Sandaru-san?)

Voix japonaise : Vinay Murthy,
C'est un étranger aux cheveux blonds portant souvent sur lui un instrument de musique tel qu'un ukulélé ou une harmonica. Il est chargé de la narration des bandes-annonces des épisodes suivants. Son véritable nom est Alexander Sina Davis Celibidache. Il avait d'abord été considéré comme une personne assez étrange par Yoshino, avant de découvrir son identité de multi-artiste qui erre dans le monde, bien connu dans le domaine de l'art, comme la peinture et la musique.
- Angelica (アンジェリカ, Anjerika?)

Voix japonaise : Nanako Mori,
C'est une femme travaillant dans un café. Son passe-temps est de jouer à la diseuse de bonne aventure, dont elle propose également le service dans le menu du magasin sous le nom de « set de divination ». Elle est de temps à autre consultée par Yoshino et ses amies.
- Erika Suzuki (鈴木 エリカ, Suzuki Erika?)

Voix japonaise : Tomoyo Kurosawa,
La fille d'Angelica. Son attitude et sa façon de parler sont directes. Manquant de tact, elle n'hésite pas à dire qu'elle déteste vivre à Manoyama.

## Diffusion et distribution
Sakura Quest est réalisée par Soichi Masui et produite par P.A.Works. Composé de 25 épisodes et la série a été diffusée pour la première fois au Japon entre le 5 avril 2017 et le 20 septembre 2017 sur Tokyo MX, et un peu plus tard sur AT-X, ABC, BS11, TUT,,. Alexandre S. D. Celibidache a été crédité pour l'œuvre originale,, et le scénario a été fait par Masahiro Yokotani. Kanami Sekiguchi a basé les chara-designs utilisés dans l'anime sur les conceptions originales de Bunbun,.
La musique est produite par le groupe (K)NoW_NAME, qui interprète également les opening et les ending,,,.

### Musiques
| Générique | Épisodes | Titre         | Titre                                    |
| Générique | Épisodes | Début         | Fin                                      |
| --------- | -------- | ------------- | ---------------------------------------- |
| 1         | 1 – 13   | Morning Glory | Freesia                                  |
| 2         | 14 – 25  | Lupinus       | Baby’s breath (litt. Le souffle du bébé) |

## Liste des épisodes
| No | Titre en français                     | Titre original                                     | Date de 1re diffusion |
| -- | ------------------------------------- | -------------------------------------------------- | --------------------- |
| 1  | Partons pour Manoyama                 | 魔の山へ Ma no Yama e                              | 5 avril 2017          |
| 2  | Le rassemblement des cinq championnes | 集いし五人の勇者たち Tsudoishi Gonin no Yūshatachi | 12 avril 2017         |
| 3  | Le cri de la Mandragore               | マンドレイクの叫び Mandoreiku no Sakebi            | 19 avril 2017         |
| 4  | L'alchimiste solitaire                | 孤高のアルケミスト Kokō no Arukemisuto             | 26 avril 2017         |
| 5  | Le bourgeonnement d'Yggdrasil         | ユグドラシルの芽生え Yugudorashiru no Mebae        | 3 mai 2017            |
| 6  | La Mascarade Rurale                   | 田園のマスカレード Den'en no Masukarēdo            | 10 mai 2017           |
| 7  | Le Manoir du Purgatoire               | 煉獄の館 Rengoku no Yakata                         | 17 mai 2017           |
| 8  | La recette de la Fée                  | 妖精のレシプ Yōsei no Reshipu                      | 24 mai 2017           |
| 9  | L'échelle de la Femme                 | 淑女の天秤 Shukujo no Tenbin                       | 31 mai 2017           |
| 10 | La fureur du Dragon                   | ドラゴンの逆鱗 Doragon no Gekirin                  | 7 juin 2017           |
| 11 | Le Requiem oublié                     | 忘却のレクイエム Bōkyaku no Rekuiemu               | 14 juin 2017          |
| 12 | La Guilde de l'Aube                   | 夜明けのギルド Yoake no Girudo                     | 21 juin 2017          |
| 13 | Le Banquet de la Marionette           | マリオネットの饗宴 Marionetto no Kyōen             | 28 juin 2017          |
| 14 | La conviction du Roi                  | 国王の断罪 Kokuō no Danzai                         | 5 juillet 2017        |
| 15 | Le retour du Roi                      | 国王の帰還 Kokuō no Kikan                          | 12 juillet 2017       |
| 16 | L'Arlequin du Lac                     | 湖上のアルルカン Kojō no Arurukan                  | 19 juillet 2017       |
| 17 | La Plaisanterie du Sphinx             | スフィンクスの戯れ Sufinkusu no Tawamure           | 26 juillet 2017       |
| 18 | Le Sakazuki de Minerva                | ミネルヴアの盃 Mineruvua no Sakazuki               | 2 août 2017           |
| 19 | Le Folklore brumeux                   | 霧のフォークロア Kiri no Fōkuroa                   | 9 août 2017           |
| 20 | Le Phoenix dans la nuit sainte        | 聖夜のフェニックス Seiya no Fenikkusu              | 16 août 2017          |
| 21 | Le Pixie dans la ville de glace       | 氷の町のピクシー Kōri no Machi no Pikushī          | 23 août 2017          |
| 22 | Luminarie de la nouvelle lune         | 新月のルミナリエ Shingetsu no Ruminarie            | 30 août 2017          |
| 23 | Cristal de neige fondant              | 雪解けのクリスタル Yukidoke no Kurisutaru          | 6 septembre 2017      |
| 24 | Obélisque éternel                     | 悠久のオベリスク Yūkyū no Oberisuku                | 13 septembre 2017     |
| 25 | Le Royaume de sakura                  | 桜の王国 Sakura no Ōkoku                           | 20 septembre 2017     |

## Accueil
La série a été nommée dans la catégorie « Meilleure tranche de vie » lors des Anime Awards 2017 de Crunchyroll,.